# جوناثان بوتين
جوناثان بوتين هو لاعب هوكي جليد كندي، ولد في 28 مارس 1985 في Saint-Joachim-de-Shefford ‏ في كندا.

## وصلات خارجية
- جوناثان بوتين على موقع دوري الهوكي الوطني (الإنجليزية)
- جوناثان بوتين على موقع EliteProspects.com (الإنجليزية)
- جوناثان بوتين على موقع HockeyDB.com (الإنجليزية)